# Huevos
Huevos (dallo spagnolo uova) è un'isola della Repubblica di Trinidad e Tobago.
Si estende per 1,01 km² ed è una delle isole Bocas situate nelle Bocche del Drago che separano Trinidad e Venezuela. Fu scoperta nell'agosto del 1498 da Cristoforo Colombo che le diede originariamente il nome di El Delfin.
L'attuale nome deriverebbe dall'enorme quantità di uova che un tempo le tartarughe embricate deponevano nella Baia delle Tartarughe.
L'isola è privata essendo stata concessa alla famiglia Boos nel 1926: la concessione scadrà nel 2051.
Huevos è di fatto divisa in due parti da un tratto di mare denominato Bocca Senza Ingresso (Boca Sin Entrada): la parte nord è di circa 0,3 km² mentre quella sud di circa 0,7 km².

## Vegetazione
Tabebuia serratifolia, Spondias mombin, Arbutus xalapensis.

## Luoghi
Capo Garlio nella parte più settentrionale; Raya Del Caribe, punta situata a sud-ovest; Rocce Ombrellone al largo delle coste occidentali; Baia delle Tartarughe a sud, unica zona di facile attracco per le imbarcazioni; Bocca Senza Ingresso, canale che separa la parte nord da quella sud dell'isola; Baia Balata, baia poco più a sud della Bocca Senza Ingresso; Punta Braba, la punta più sud-orientale dell'isola; Punta delle Capre, estremo lembo sud-occidentale di Huevos.

### Rocce Ombrellone
Le Rocce Ombrellone (in inglese Umbrella Rocks, in spagnolo Parasol Rocks) sono una serie di piccole rocce ubicate a meno di 50m a est di Huevos. Il 10 agosto del 1800 una nave della Royal Navy, la HMS Dromedary, naufragò su queste rocce con 500 passeggeri, tutti tratti in salvo.